# Caigua
Caigua ist eine Ortschaft im Departamento Tarija im Süden Boliviens.

## Lage im Nahraum
Caigua ist die zweitgrößte Ortschaft des Municipios Villamontes in der Provinz Gran Chaco. Die Ortschaft liegt auf einer Höhe von 845 m am östlichen Fuß der Voranden-Kette der Serranía Aguaragüe, die hier in nord-südlicher Richtung verläuft und eine Höhe von mehr als 1400 m erreicht. Wenige Kilometer weiter südlich wird die Serranía Aguaragüe bei der Stadt Villamontes vom Río Pilcomayo durchbrochen.

## Geographie
Caigua liegt in den wechselfeuchten Tropen und weist eine deutliche Trockenzeit auf (siehe Klimadiagramm Villamontes), das Klima ist semihumid.
Die Jahresdurchschnittstemperatur der Region liegt bei etwa 25 °C, die Monatswerte schwanken zwischen knapp 20 °C im Juni/Juli und 29 °C im Dezember/Januar. Der jährliche Niederschlag beträgt im langjährigen Mittel knapp 700 mm, mit einer Feuchtezeit von Oktober bis April und Monatswerten von teilweise deutlich über 100 mm, und einer fünfmonatigen Trockenzeit, in der nur sporadisch und wenig Niederschlag fällt.

## Verkehrsnetz
Caigua liegt in einer Entfernung von 263 Straßenkilometern östlich von Tarija, der Hauptstadt des Departamentos.
Um von Tarija nach Caigua zu gelangen, folgt man zuerst der Nationalstraße Ruta 1, die von Tarija aus in südöstlicher Richtung führt. Nach acht Kilometern zweigt nach Osten hin die Nationalstraße Ruta 11 ab, die über Junacas Sur, Entre Ríos und Palos Blancos die Stadt Villamontes nach 243 Kilometern erreicht. Von hier aus sind es noch einmal zwölf Kilometer in nördlicher Richtung auf der Ruta 9 bis Caigua.

## Bevölkerung
Die Einwohnerzahl der Ortschaft ist im vergangenen Jahrzehnt deutlich zurückgegangen:
| Jahr | Einwohner   | Quelle       |
| ---- | ----------- | ------------ |
| 1992 | keine Daten | Volkszählung |
| 2001 | 708         | Volkszählung |
| 2012 | 378         | Volkszählung |
| 2024 |             | Volkszählung |